# Миша Most
Миша Most (1981, Москва) — российский художник, работающий также в области граффити.

## Биография
Начал рисовать в 1997 году, на заре российского уличного искусства. Является участником первых московских граффити команд. Практикующий сторонник нелегального граффити.
Организатор крупных фестивалей, куратор выставок и проектов посвященных разным проявлениям уличного искусства. Постоянный участник и автор лекций и дискуссий по проблематике и развитию граффити.
В 2006 — начало выставочной деятельности. Работы Миши были представлены на различных выставках современного искусства в России, Украине, Азербайджане, США, Италии, Швейцарии, Германии, Франции и других странах Европы. Участник Биеннале современного искусства и Московской биеннале молодого искусства 2011—2012 гг.
В 2008 году номинировался на Премию Кандинского в номинации «Молодой художник года».
2013—2014 — куратор проекта Стена на «Винзаводе».
В 2014 году прошла третья персональная выставка Миши, Лондон, галерея Lazarides.

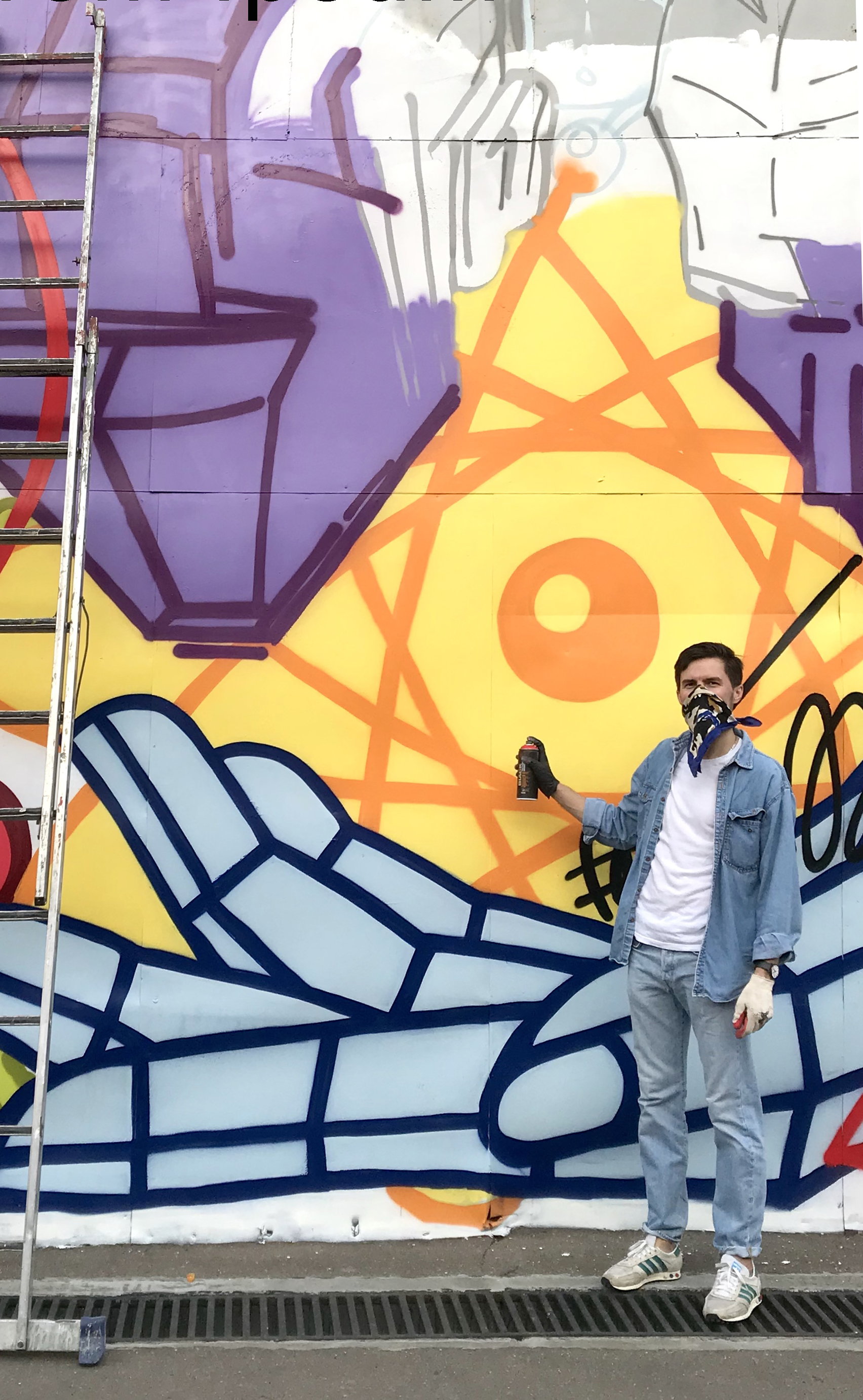
Misha Most making a mural at Winzavod in Moscow

В 2016 году в районе Бронкса (Нью Йорк), создал одну из своих крупнейших работ на 300 м². 
В 2017 году на фасаде металлургического завода в городе Выкса (Нижегородская область) Мишей была создана монументальная работа размером 10 000 м², что является мировым рекордом.
В сентябре 2017 года в ЦСИ «ВИНЗАВОД» Миша предоставил уникальную разработку, первый в мире полностью программируемый рисующий дрон.
В 2017 году занял 50 место в рейтинге «ТОП 100 ПРИЗНАННЫХ АВТОРОВ» по версии аналитического портала InArt.ru
Работы находятся в коллекции Государственной Третьяковской Галереи.
Занимает 21 место в опубликованном в Forbes «Рейтинге ликвидности ныне живущих современных российских художников».
В 2023 году возглавил проект по разработке уникального дрона-художника способного создавать уличные муралы большого формата.
В 2024 году в Южно-Сахалинске возглавил проект, где уличный мурал был создан человеком и дроном одновременно.

## Выставочные проекты
- 2013 — «Heavy Metal» проект галереи Реджина. Винзавод. Спец-проект 5 Московской Биеннале.
- 2013 — «3 дня в Октябре (1993)» Историко-мемориальный музей «Пресня» (филиал музея современной истории России).
- 2012 — Фестиваль уличного искусства «Макаронная фабрика». 16thLINE art-gallery, Ростов-на-Дону.
- 2012 — «Angry Birds». Музей Современного Искусства Варшавы, Польша.
- 2012 — «50x50» Galerie Mathgoth. Paris, France
- 2012 — Стратегический Проект, 3я Московская Международная Биеннале Молодого Искусства. Московский музей современного искусства.
- 2012 — «PLA.NET» Российско-немецкий, музыкально-выставочный проект. культурный центр ЗИЛ. Москва
- 2012 — «Forma» фестиваль медиа-искусства, парк им. Баумана. Москва
- 2012 — Резиденция IAAB, 1 месяц, Базель, Швейцария.
- 2012 — Выставка в рамках культурного проекта «Culturescapes Moscow-Basel», арт-цент Oslo-10, Базель, Швейцария.
- 2012 — «Перезагрузка» Галерея «Red October», Москва.
- 2011 — «Svobodi» Spacio Corbonesi. Bologna, Италия
- 2011 — Zapovednik Art-space. Ст-Петербург
- 2011 — «Well Hung». в рамках Armory Show. Нью-Йорк, США
- 2011 — «Космическая Одиссея 2011» Мистецкий Арсенал, Киев.
- 2011 — «Ложная Тревога» VIENNAFAIR, Вена, Австрия.
- 2011 — «Вкл/Выкл». Специальная программа 4-й Московской биеннале современного искусства, Артхаус, Москва.
- 2011 — «PLA.NET» совместная выставка с Mark Gmehling. Дортмунд, Германия.
- 2011 — «Plans de Metro» галерея MathGoth, Париж, Франция.
- 2010 — «Новости»- Персональная выставка. Галерея KichikalArt. Баку (Азербайджан)
- 2010 — «Гоп-Арт», выставка в рамках фестиваля Живая Пермь. Пермь
- 2010 — «WC», COSMOSCOW art fair «Красный Октябрь»
- 2010 — «предельноконкретно» Пермский Музей Современного Искусства. Пермь
- 2009 — «Ярость». Галерея Глобус. Санкт-Петербург.
- 2009 — «Стены». LabGarage. Киев
- 2009 — «Завоеванный город» галерея Риджина. Москва
- 2009 — «Город Победителей». Галерея «Виктория». Самара
- 2009 — «АртСпутник» ЦУМ. Москва
- 2008 — «Переучет». Третья «Сессия молодого искусства». ЦВЗ «Манеж», Малый зал, Санкт-Петербург.
- 2008 — «О смертном в искусстве. Памяти Николая Константинова». М-галерея, Ростов-на-Дону[7].
- 2008 — «Гоп-арт». в рамках 1-й Московской Международной Биеннале Молодого искусства «Стой! Кто идет?», Зверевский Центр, Москва.
- 2008 — Фестиваль актуального искусства Арт-Веретьево. Усадьба Веретьево.
- 2008 — «Young gallerist / Young collectors». Галерея pop/off/art. Москва
- 2008 — Премия Кандинского. «Молодой художник» номинант. ЦДХ
- 2008 — «Invasion:Evasion» BaibakovArtProjects. Фабрика Красный Октябрь. Москва.
- 2007 — « Шаргород. Послесловие», Центр современного искусства, Киев (2007)
- 2007 — Фестиваль Арт-Шаргород на Арт-Москве. ЦДХ. Москва
- 2007 — «Будущее зависит от тебя. Коллекция Пьера-Кристиана Броше». Московский Музей Современного Искусства.
- 2007 — музей Art4Ru. Открытие музея.
- 2007 — Архитектурный Фестиваль Арх-Шаргород. Шаргород. Украина
- 2007 — «Граффити в Практике». Театр Практика. Москва
- 2007 — персональная выставка «No Future For..» Галерея Глобус. Санкт-Петербург.
- 2006 — «NoFutureForever»
- 2006 — Фестиваль «Граффити ВинЗавод». Москва
- 2006 — Выставка-фестиваль «Street art». Государственная Третьяковская Галерея. Москва
- 2006 — Фестиваль Арт-Шаргород. Шаргород. Украина.
- 2002 — Серебряная Камера, Московский Дом Фотографии, Москва.
- 2000 — «Зачем»
- 2000 — «Выставка Актуального искусства». Галерея на Солянке. Москва